# Steppeulven (bog)
 Denne artikel omhandler Dette opslag handler om Hermann Hesses roman fra 1927. Opslagsordet har også en anden betydning, se Steppeulven.
Steppeulven (originaltitel Der Steppenwolf) er den tiende roman af den schweizisk-tyske forfatter Hermann Hesse.  Romanen, der oprindeligt blev udgivet i 1927 indeholdt en række autobiografiske og psykoanalytiske elementer, og havde taget sin titel efter den ensomme grå steppeulv. Bogen er Hermann Hesses mest læste roman. 

## Handling
Hovedpersonen Harry Haller, en midaldrende mand, oplever sig fremmedgjort i forhold til samfundet. Han betragter verden som overfladisk og steril. Pludselig får Haller et lille hæfte i hænderne af en forbipasserende: Traktat om Steppeulven – Ikke for alle, kun for forrykte. Hæftet beskriver en spaltet person som er halvt menneske og halvt ulv; indestængt i (borgerlig) moral og tradition trækkes denne skabning stadig mod steppen og ensomheden.

## Betydning for eftertiden
For de alternative miljøer i 50'ernes og 60'ernes ungdomsgenerationer blev Steppeulven en kultroman, blandt andet fordi den omhandler sex og rusmidler i eksplicitte beskrivelser. Det amerikansk/canadiske band Steppenwolf tog navn efter romanen, og tilsvarende i Danmark med bandet Steppeulvene, der tillige i sangen "Kun for forrykte" drog klare paralleler til romanen og dens hovedperson. Den danske musikpris Årets Steppeulv er opkaldt efter orkesteret Steppeulvene, og dermed indirekte efter romanen.

## Eksterne links
- Månedens klassiker på dr.dk

| Bog | Spire Denne artikel om bøger og tidsskrifter er en spire som bør udbygges. Du er velkommen til at hjælpe Wikipedia ved at udvide den. |